# ABCD包囲網
ABCD包囲網（エービーシーディーほういもう、英語: ABCD line）とは、1930年代後半（昭和10年頃）から大日本帝国の海外進出や紛争に対抗して行われた石油や屑鉄など戦略物資の輸出規制・禁止による米英蘭中諸国による経済的な対日包囲網。「ABCD」とは、連合国陣営のうち、アメリカ（America）、イギリス（Britain）、中国（China）、オランダ（Dutch）と、各国の頭文字を並べたものである。
ABCD包囲陣、ABCD経済包囲陣、ABCDライン（英: ABCD line）、とも呼ばれる。この呼称は日本の新聞が用いたものとされるが、初出については良く分かっていない。
この対日政策が、経済制裁か経済封鎖かについては、研究者間でも一定していない。

## 概要
事実上の対日経済制裁に対する、日本側からの別称である。経済制裁および経済封鎖という強制外交手段は、私掠船の時代以前から存在したが、非軍事的強制措置の手段として英蘭戦争あるいはナポレオン戦争時にほぼ確立した。戦時国際法においては、中立国の権利義務が存在しており、ある国が交戦対象国に経済的圧力を及ぼす目的で、中立国に協力を要請し、中立国がそれに協力することは、中立義務違反として禁じられている。このため自国の港湾から輸出される貨物が、自国の許可書を持たない場合や、自国の港湾や船舶を経由して、敵性国に輸出される貨物が許可書を持たない場合、あるいは「経済封鎖」指定海域を航行する商船（船籍を問わず）に臨検した際、自国の許可書を所持しない場合、許可書のない貨物については、敵国所有物として拿捕の対象にするといった手法が開発された。また金融資産凍結令は、金本位制の時代にはイギリスあるいはアメリカ合衆国にとって、敵性国家の外国為替決済用資産を没収する強力な外交手段であった。
第一次世界大戦後には、その講和原則であるウッドロウ・ウィルソンの十四か条の平和原則に基づき、従来の勢力均衡から、新たに集団安全保障という国際紛争や侵略に対し、国際社会が集団で協調して対処を行うことにより、平和秩序を構築する多国間主義体制へと転換する試みが行われ、国際平和機構である国際連盟が設立された。また国際連盟規約では、その16条において、軍事力の行使に至らない実際の平和構築の強制手段として、違約国に対する集団的な経済制裁が定められた。
個別の国家による経済制裁そのものは、強制外交手段のひとつであり、伝統的な国際法の理解によれば武力使用（交戦）による強制外交と同様に外交上の敵対行為と見なされる可能性があるが、国際連盟規約の協約に従う限り、国際連盟を中心とする集団安全保障の枠組みでは、その国際法上の合法性が担保されることとなった。

## 中国と日本の動き
日本政府の協力者であった満洲奉天軍閥の易幟後、特に間島では中国と日韓との紛争が拡大した（間島問題）。1931年（昭和6年）9月18日の満洲事変の発生で、国際連盟は中華民国の提訴と日本の提案により、日中間の紛争に対し介入を開始し、リットン調査団を派遣した。リットン調査団の報告を受けて、1933年（昭和8年）2月24日の国際連盟総会では「中日紛争に関する国際連盟特別総会報告書」が、賛成42票、反対1票（日本）、棄権1票（シャム、現：タイ）、投票不参加1国（チリ）で採択された。この結果を受けて、中華民国は規約16条の経済制裁適用を要求したが、対日経済制裁には必要不可欠なアメリカ合衆国は、国際連盟に対し制裁に反対であることを、リットン調査団が派遣される以前の1931年（昭和6年）11月11日の段階で、駐米英国大使が確認しており、中華民国の要求は、他の代表の沈黙および討議打ち切り宣言により黙殺された。
1932年10月、日本は満洲国の独立は自発的なものではないと結論づけたリットン調査団の報告書を受け、1933年に国際連盟を脱退し、1934年にはワシントン海軍軍縮条約の廃棄を通告し、間島に間島省を設置した。
1937年（昭和12年）7月7日、盧溝橋事件が勃発し、日華間が地域紛争に入ると、中国の提訴を受けた国際連盟総会では、同年9月28日に中国の都市に対する爆撃に対する、23ヶ国諮問委員会の対日非難決議案が全会一致で可決された。1938年（昭和13年）9月30日の理事会では、連盟全体による集団的制裁ではないものの、加盟国の個別の判断による規約第16条適用が可能なことが確認され、国際連盟加盟国による対日経済制裁が開始された。
孤立主義の立場から、アメリカ合衆国議会での批准に失敗し、国際連盟に加盟していなかったアメリカ合衆国は、満州事変当初は、中国の提案による連盟の対日経済制裁に対し非協力的であった。しかしその立場は不戦条約および九カ国条約の原則に立つものであり、満洲国の主権と独立を認めず、国際連盟と同調するものであった。アメリカ合衆国の孤立主義的な立場が変わるのは、フランクリン・ルーズベルトが大統領になってからである。ルーズベルトは大統領に就任した1933年から1937年（昭和12年）の隔離演説発表まで、表面上は日本に協調的姿勢を見せ、日中国間の紛争には一定の距離を置く外交政策を採っていた。しかし、同年7月に盧溝橋事件が発生すると、対日経済制裁の可能性について考慮をし始め、10月5日に隔離演説を行い、孤立主義を超克し増長しつつある枢軸諸国への対処を訴えた。日本に対する経済的圧力については、アメリカ国内に依然として孤立主義の声もあって慎重であり、後述の通り長期的で段階的なものであった。
仏印進駐による1941年（昭和16年）7月から8月にかけての対日資産凍結と枢軸国全体に対する、石油の全面禁輸措置によって、ABCD包囲網は完成に至る。

## イギリス関係国との決裂
- 1932年（昭和7年） 英領インドが綿花の輸出関税及び綿糸布の輸入関税を引上げを発表。日本の紡績業団体は綿花輸入先をアメリカに切り替える旨を声明して対抗を試みた[12]。同年はリットン調査団が満洲を調査中であった。
- 1933年（昭和8年） ルピーの暴落に次いで、英領インドで不当廉売法（ダンピング禁止法）が実施。また、日印通商条約が破棄され日本は最恵国待遇を失った。日本綿業協会、紡績連合会、日印協会、輸出綿糸布商同業会、人絹連合会等は、綿花の輸入及び綿糸布の輸出に障害が発生した[13]、対抗策としてインド綿花の不買運動が実施された。
- 1936年（昭和11年） 6月25日、オーストラリアとのあいだの日豪通商交渉が決裂[14]。
- 1941年（昭和16年）7月 南部仏印進駐に対する米国の政策と合わせて日本の在英資産を凍結、植民地の香港、シンガポール、インドでも同様の処置が取られた[15]。

## アメリカの対日経済「封鎖」
アメリカ合衆国は日露戦争以降、満洲およびロシアシベリア権益について日本と対立と協調を繰り返してきたが、日本は満洲善後条約や満洲協約、北京議定書・日清追加通商航海条約、対華21カ条要求における2条約13交換公文などを根拠に「宣戦布告せず交戦する技術」。を進化させてきたのに対し、アメリカが採用した「宣戦布告せず経済制裁する技術」が対日経済封鎖である。アメリカは日本と開戦しておらず、国際連盟が対日経済制裁を決定する（1938年9月30日）以前には公然と経済制裁によって対中協力をおこなうことはできない。また国際連盟に参加していないため国際連盟と協調行動をとり対日経済制裁に参加する国際法上の、あるいはアメリカ国内法上の根拠がない、とくに日米はともに不戦条約締約国でありアメリカ側からの対日宣戦と受け取られかねない国家実行はアメリカ上院の許容するところではなかった（宣戦布告はアメリカ上院の権限）。欧州で大戦が勃発（1939年9月3日英仏対独宣戦布告）した後も、アメリカは外交上中立を維持し9月5日に中立宣言を発布していた。
アメリカは満洲事変の発生、特にルーズベルトが大統領に就任した1933年3月以降、対日貿易を制限する根拠となる法令を成立させてきた。これは直接的には1929年から発生した世界恐慌を乗り切るための経済ブロック政策としての面があり、関税・輸出品目統制・金融機関への窓口指導・制限品目への監視体制などである。貿易は原則自由から制限許可制となっており、戦略物資はアメリカからの輸出を原則禁止としたうえで除外国リストから日本（あるいはドイツなど）を慎重に除去するだけでよかった。ルーズベルトは1933年には修正対敵通商法を成立させており、この法律は国家が戦争状態にあるとき、議会の承認なく重要な法律や政令を実行に移すことを可能にしたものであるが、ルーズベルトは恐慌の発生を国家の戦争状態とし1933年 銀行法(大統領令6102 のちグラス＝スティーガル法)の通達を発するなどすでに議会から(平和裏の)非常時権限を一部獲得していた。1940年の日米通商航海条約失効以降はアメリカ側が輸出入に関して制限をかけても日本に対抗手段がない状態となった。さらに対敵通商法の適用国となればアメリカの民間人がある国（日本人）と自由に、あるいは第三国を経由して交易をおこなうことを制限する完全許可制となり、対敵通商法の適用を匂わせることで日本に対する「紙上封鎖」圧力を加えることができた。当時は金本位制であり日本政府の為替決済用在外資産はニューヨークとロンドンにあり、ニューヨークの日本政府代理店（横浜正金銀行）には1億ドルの金融資産があった。
1920年代後半、第二次北伐やそれにともなう山東出兵、済南事件などをうけ、蒋介石政権は大衆を動員した政治運動として日貨排斥運動を展開しており、1928年5月14日には上海反抗日軍暴行委員会が組織され対日経済絶交を宣言していた。アメリカ政府が、上院の許容する外交権限の範囲で、上院の前提とする国際条約と国際法の範囲内において、国内法を使用してイギリス・オランダを含め東アジアの欧米植民ブロックから日本を締め出すためには、議会や（アメリカ大統領には議会への法案提出権は無い）大衆への説得、慎重で精密な法の構成と運用が必要であった。

### 年表
あらましを記す。
- 1931年（昭和6年） 7月2日に万宝山事件、9月18日に柳条湖事件が発生（満洲事変）。12月28日、大阪に綿業会館が竣工。三菱とアメリカのアソシエイテッド石油（英語版）が合弁で三菱石油を設立。
- 1934年（昭和9年） 2月、満洲国に石油専売公社を設立する満州石油会社法が成立。これにより三菱石油と渤海石油が合弁で大連に満洲石油を設立し、貴族院勅撰議員の北樺太石油の橋本圭三郎が満州石油の初代理事長に就任[21]。
- 1935年（昭和10年） 4月、米国が満洲国の石油専売制度に抗議[22]。8月31日、米国議会は戦争状態または内乱状態にある国に対し武器や軍需物資の輸出を禁じる中立法を可決。
- 1936年（昭和11年） 5月22日、日米綿布統制協定交渉が決裂。アメリカは綿布の輸入関税を引上げ[23]。
- 1937年（昭和12年） 7月7日、盧溝橋事件が発生。9月7日、満洲国産業部岸信介は、満洲石油の阜新での石油試掘を許可[24]。10月5日、ルーズベルトが「隔離演説」を実施して中立法が改正され、中国への軍事物資輸出が開始。
- 1938年（昭和13年） 3月、日本政府が満洲国政府に、南満洲鉄道、満洲炭鉱・満洲軽金属製造・満洲石油・同和自動車の持株全株と、昭和製鋼所の持株55%を譲渡し、満洲重工業予算に充当[25]。6月、日本国内で、国内向け綿製品の製造が禁止される[26]。
- 1939年（昭和14年）7月26日、コーデル・ハル国務長官が日米通商航海条約破棄を通告し、第二次世界大戦の勃発を受けて、12月にはモラル・エンバーゴ（道義的輸出禁止）として[注釈 9]、各国に航空用燃料の製造設備・製造技術に関する米国の権利の使用・輸出を停止するよう通知（事実上の航空用燃料の製造禁止）[24]。
- 1940年（昭和15年）1月、日米通商航海条約が失効。
- 1940年（昭和15年）6月 特殊工作機械等の対日輸出の許可制
- 1940年（昭和15年）7月 国防強化促進法成立（大統領の輸出品目選定権限）
- 1940年（昭和15年）7月26日 鉄と日本鉄鋼輸出切削油輸出管理法成立
- 1940年（昭和15年）7月～8月、米国で石油製品（主にオクタン価87以上の航空用燃料）、航空ガソリン添加用四エチル鉛、鉄・屑鉄は輸出許可制となり[24]、さらに航空機用燃料は西半球以外には全面禁輸される。
- 1940年（昭和15年）9月 屑鉄の全面禁輸
- 1940年（昭和15年）12月 航空機潤滑油製造装置ほか15品目の輸出許可制
- 1941年（昭和16年）6月 石油の輸出許可制
- 1941年（昭和16年）7月 日本の在米資産凍結令
- 1941年（昭和16年）8月 石油の対日全面禁輸

## オランダとの決裂
1939年9月の第二次世界大戦開戦時、オランダ王国は中立の立場をとった。だが1940年5月にナチス・ドイツが西部攻勢を行い、本国は占領され、オランダ政府はイギリスに亡命して亡命政府を樹立した。オランダにとってオランダ領東インド（蘭印）の重要性は増した。
日本は、1940年5月、日蘭会商で蘭印と石油200万トンの供給量で合意し、この量は、当初の希望量の2倍であった。
1941年6月17日、日蘭会商の芳澤団長は蘭側へ交渉の打ち切りを通告した。
同年7月下旬、日本が南部仏印進駐をおこなうと、オランダはアメリカやイギリスに接近した。

## ソビエト連邦による封鎖
北樺太石油は1941年、オハ油田での採掘権更新をソビエト連邦から拒絶され、1944年に採掘権を失った。

## 経過
1930年代半ば、世界はヴェルサイユ体制の存続をめぐって枢軸国（伊独日）・自由主義国（英米仏）・共産主義国（ソ連）の3陣営が次第に対立を深める。日本は1937年から日中戦争を始め、それによりパネー号事件などの日本軍によるアメリカの在中国権益侵害事件が発生するに従い、中国大陸の権益に野心があったアメリカでは対日経済制裁論が台頭してきた。そして第1次近衛内閣が1938年に発表した東亜新秩序声明に以前から日本を敵視していたアメリカは態度を硬化させ、1939年に日米通商航海条約の廃棄を通告した。1940年1月に条約は失効し、アメリカは屑鉄・航空機用燃料などの輸出に制限を加えた。アメリカの輸出制限措置により日本は航空機用燃料（主に高オクタン価ガソリンとエンジンオイル）や屑鉄など戦争に必要不可欠な物資が入らなくなった。アメリカの資源に頼って戦争を遂行していたため、その供給停止による経済的圧迫がなされ、地下資源に乏しい日本は苦境に陥った。
1940年9月、イギリス・アメリカなどが蔣介石政権に物資を補給するルート（援蔣ルート）を遮断するために、日本は親独のヴィシーフランスとの条約締結のもと、仏領インドシナ北部へ進駐した（北部仏印進駐）。さらに同月ドイツとの間で日独防共協定を引き継ぐ日独伊三国軍事同盟を締結した。この同盟によりアメリカは日本を敵国とみなし、北部仏印進駐に対する制裁と、日中戦争の拡大など日本の拡大政策を牽制するという名目の元、アメリカは屑鉄と鋼鉄の対日輸出を禁止した。その一方で、日本は蘭印（オランダ領東インド）と石油などの資源買い付け交渉を行っており（日蘭会商 ）、結果的には日本は、蘭印と石油200万トンの供給量で合意した。この量は、当初の希望量の2倍であった。この交渉で鍵となったのが航空機用燃料の量で、アメリカの圧力によって蘭印側は、日本が求めた量の1/4に留められた。そのため、当時の日本では航空機用燃料の貯蔵量が底をつきかけていた。4月に、アメリカ・イギリス・オランダの三国は、軍事参謀会議を開き、アジアにおける対日政策について協議した。しかし1941年6月17日、日蘭会商の芳澤団長は蘭側へ交渉の打ち切りを通告した。
海軍などでは三井物産などの民間商社を通じ、ブラジルやアフガニスタンなどで油田や鉱山の獲得を進めようとしたが、全てアメリカの圧力によって契約を結ぶことができず、1941年には、民間ルートでの開拓を断念した。
7月には、石油などの資源獲得を目的とした南方進出用の基地を設置するために、日本は仏領インドシナ南部にも進駐した（南部仏印進駐）。これに対する制裁という名目のもと、米国は対日資産の凍結と石油輸出の全面禁止、英国は対日資産の凍結と日英通商航海条約等の廃棄、蘭印は対日資産の凍結と日蘭民間石油協定の停止をそれぞれ決定した。日本は報復措置として「外国人関係取引取締規則」を公布し、アメリカの法人、個人の日本国内での経済取引に制限を加えた。
当時の日本は石油の約8割をアメリカから輸入していたため、アメリカによる石油輸出全面禁止が国内世論に深刻な影響となった。これにより、日本国内での石油備蓄分も平時で3年弱、戦時で1年半といわれ、早期に開戦しないとこのままではジリ貧になると、陸軍を中心に強硬論が台頭し始める事となった。これらの対日経済制裁の影響について、英国首相のウィンストン・チャーチルは、「日本は絶対に必要な石油供給を一気に断たれることになった」と論評している。
9月、日本は御前会議で戦争の準備をしつつ交渉を続けることを決定し、11月に甲案・乙案と呼ばれる妥協案を示して経済制裁の解除を求め、アメリカと交渉を続けた。しかし、アメリカはイギリスや中国の要請（大西洋憲章）により、中国大陸からの日本軍の撤退や日独伊三国軍事同盟の破棄、蒋介石政権以外の否認などを要求したハル・ノートを提出。これは暫定かつ無拘束と前置きはしてあるものの、日本側が最終提案と考えていた乙案の受諾不可を通知するものであり、交渉の進展が期待できない内容であると考えた日本政府は、開戦も止むなしと判断した。なお日本側が乙案を最終提案として、交渉終了の目安を11月末程度と考えていた事は、暗号解読と交渉の経過により米国側にも知られており、その上で穏健案は破棄され、厳しい内容のハルノートが提示された。

## 包囲網の実態
この包囲網の実態に関して。

### 同時代人の言葉
- 時のイギリス首相、ウィンストン・チャーチルは、1941年の対日政策について、「英米両政府は緊密な連繋のもとに日本に対して行動していた」としており、7月のアメリカによる経済制裁措置を受けて、「イギリスも同時に行動を取り、二日後にはオランダがこれにならった」と述べている[30]。
- 時の駐日アメリカ大使、ジョセフ・グルーは、ハル・ノートの手交について記した、1941年11月29日の日記において、「もし日本が、南方における主導権を軍隊によって追求しようとするならば、日本は直ぐにABCD諸国[注釈 10]と戦争になり、疑問の余地なく敗北し、三等国になるであろう」[33]と述べている。
- ロナルド・リンゼイ（英語版）駐米英国大使は「ルーズベルト大統領は戦争を避けるため、経済封鎖に固執していた」と述べている[34]。

### 当時の日本の視点
- アメリカの対日資産凍結を受けて1941年8月に大蔵省が『週報』に発表した『英米の資産凍結と我が対策』では、日本から輸出される生糸がパラシュートや砲弾の薬袋として使用される戦略物資であったことから「同国の出様はけだし見ものであろう」と極めて楽観的な報告がなされている。貿易への悪影響を懸念しつつも、1940年の時点で禁輸されていた屑鉄、銅、工作機械についてはさらなる悪影響を増すものではなく、ガソリンについては輸入分のストックと人造石油、北樺太油田の開発に対する期待があり、北米とインドから輸入していた綿花は加工輸出向けで内地需要には影響が薄く、人絹（スフ）の原料になるパルプは大東亜共栄圏内で賄えるとしていた[35]。アメリカは生糸に代わる素材としてナイロンを既に実用化しており、制裁解除に対する見通しは甘くも崩れた。

### 研究者による評価
- イギリスの戦史家ベイジル・リデル＝ハートは、「アメリカ政府の資産凍結措置と同時にイギリス政府も行動をとり、ロンドンのオランダ亡命政府も誘導されて追随した」。「このような措置は、1931年にさかのぼる議論においても、日本を戦争に追い込むことは必定だった」と述べており、一連の経済封鎖を背景にしたアメリカの要求について「いかなる国にも、とりわけ日本のような面子を重んじる国にとっては、このような要求を容れることは不可能であった」。「日本が4ヶ月以上も開戦を延期し、石油禁輸解除の交渉を試みていたことは注目に値する」と評している[36]。
- 同じくイギリスのJ・F・C・フラーは「オランダ[注釈 11]はアメリカとイギリスの措置に加わった」。「経済戦争の宣言であり、実質的な闘争の開始であった」と述べている[37]。大西洋会談ではルーズベルトがチャーチルに対し『私は決して宣戦布告をやる訳にはいかないでしょうが、戦争を開始する事はできるでしょう』と述べ、チャーチルは後日『われわれの共同禁輸政策は確実に、日本を平和か戦争かの瀬戸際に追いやりつつあります』という書簡を送ったとしている[38]。
- アメリカの戦史家サミュエル・エリオット・モリソンは、「1941年の後半にイギリスとオランダが協調して、資産凍結と禁輸措置を実行した」[39]としている。
- 同じくアメリカの政治学者、ジョセフ・S・ナイ・ジュニアは、「日本を抑止しようとするアメリカの努力は破綻をもたらした。平和という選択肢は、戦争に敗れるよりも非道い結果をもたらすと日本の指導者達は考えていた」[40]と述べている。
- 家永三郎は「日本は、中国侵略を継続するために、これに反対する米英蘭との戦争をすることになった」[41]と述べている。
- シンガポール国立大学歴史学部教授のブライアン・ファレルによると、日本の攻撃に対し共同で東南アジアを防衛するための戦略は1938年1月の英米士官による海軍戦略についての秘密討議から開始され、1940年秋から1941年春に米英蘭豪およびニュージーランドの士官による参謀会議でさらに実質的な討議が行われ、大筋で統一戦略の大綱の草案に近いものが作成され、各政府に提出されていたとする。しかし41年11月の時点においても日本が当面の明確な脅威であるという点で意見が一致していたものの、地域の統合防衛戦略について合意には至っておらず、その最もよく知られている理由がルーズベルト政権が事前に戦略的な義務を負うことを拒否していたという事情があったためであるとする[42]。
- 秦郁彦によれば、ABCDの国々の間で早い段階から対日戦が計画にあったのかどうかであり、イギリスやオランダの領地が日本に攻撃されたとき必ずアメリカは参戦すると密約があったとするものである。ワシントンとシンガポールでその会議は行われ、その報告書は「ABC-1」、「ADB-1」と呼ばれ、「レインボー5号」になったとされている。米政府は日本軍の南部仏印に進駐するをみて7月26日に日本資産凍結を発表した。これは必ずしも貿易の禁止を意味するものではなかったが、米国内の資産で貿易を決済出来ない事になるのであるから、事実上の禁輸であり英国、蘭印もこれにならった。米国が日本への石油の輸出をやめれば蘭印の石油を日本が奪いにくることは明白だったので、蘭印政府は米国に蘭印への軍事援助があるかどうか打診したが、米側からは回答がなかった。しかし日本は石油・ゴム・スズ・屑鉄の軍事物資が止められたので止む無く戦争を始めたといっているが、そうではなく、以前の7月2日の御前会議で「情勢推移に伴う帝國國策要綱」で「南方進出の態勢を強化す」「帝國は本号達成のため対英米戦を辞さず」としていた。戦争への引き金はABCD包囲網ではなかったと秦は述べている。（検証・真珠湾の謎と真実）
- 須藤眞志は「ABCD包囲網のようなものが、意図的なものとして存在したかどうかは疑わしい」[43]と述べている。また密約合意文書とされる「ABC-1」「ADB-1」について大統領が承認していないので、米政府の意思決定や活動を縛る拘束性がなく、「レインボー5号」の作成に関係があったのか証明が出来ず、ABCDラインの証拠ともならないとしている。
- ジョージ・モーゲンスターン[注釈 12]は「ABC-1」「ADB-1」両報告書は陸海軍トップの承認後6月に大統領に提出されたとしているが、「これは各国の承認を必要とする」として承認は拒否されたとしている。
- 井口治夫は、対日経済制裁によって「日本海陸軍をジリ貧論へ追い込んでいった過失責任は明らかに米国側にあった」としている[44]。
- 岩間敏は「陸海軍の省部（陸軍省、海軍省、参謀本部、軍令部）の幕僚たちは、この英米の強硬な反応に茫然自失となった。彼らは、日本が南部仏印に進駐しても米国は、それを許すと思い込んでいたのである。日本の政策決定集団は経済制裁を冷徹に実施してきていた米国のカードが読めていなかったのであった」[28]としている。
- イェール大学法学部のオーナ・ハサウェイ（英語版）とスコット・シャピーロ（英語版）によれば[45]、不戦条約が締結される1928年以前の旧世界秩序は、戦時中でなければ殺人罪に問われるような大量虐殺でも戦争を行う者には免責が認められる一方で、中立国が交戦国に経済制裁を科すことは違法とされており[46]、中立国が交戦国のうちの片方の国との貿易を行うことは中立の義務に違反したとされ、他方の交戦国から攻撃される恐れがあった。しかし不戦条約の締約により（締約国間で）戦争を起こすことは違法となり、条約に違反する国家に対して経済制裁を行うことは侵略国に対する合法的な手段となった[46]と主張している。